# Götz Kilian

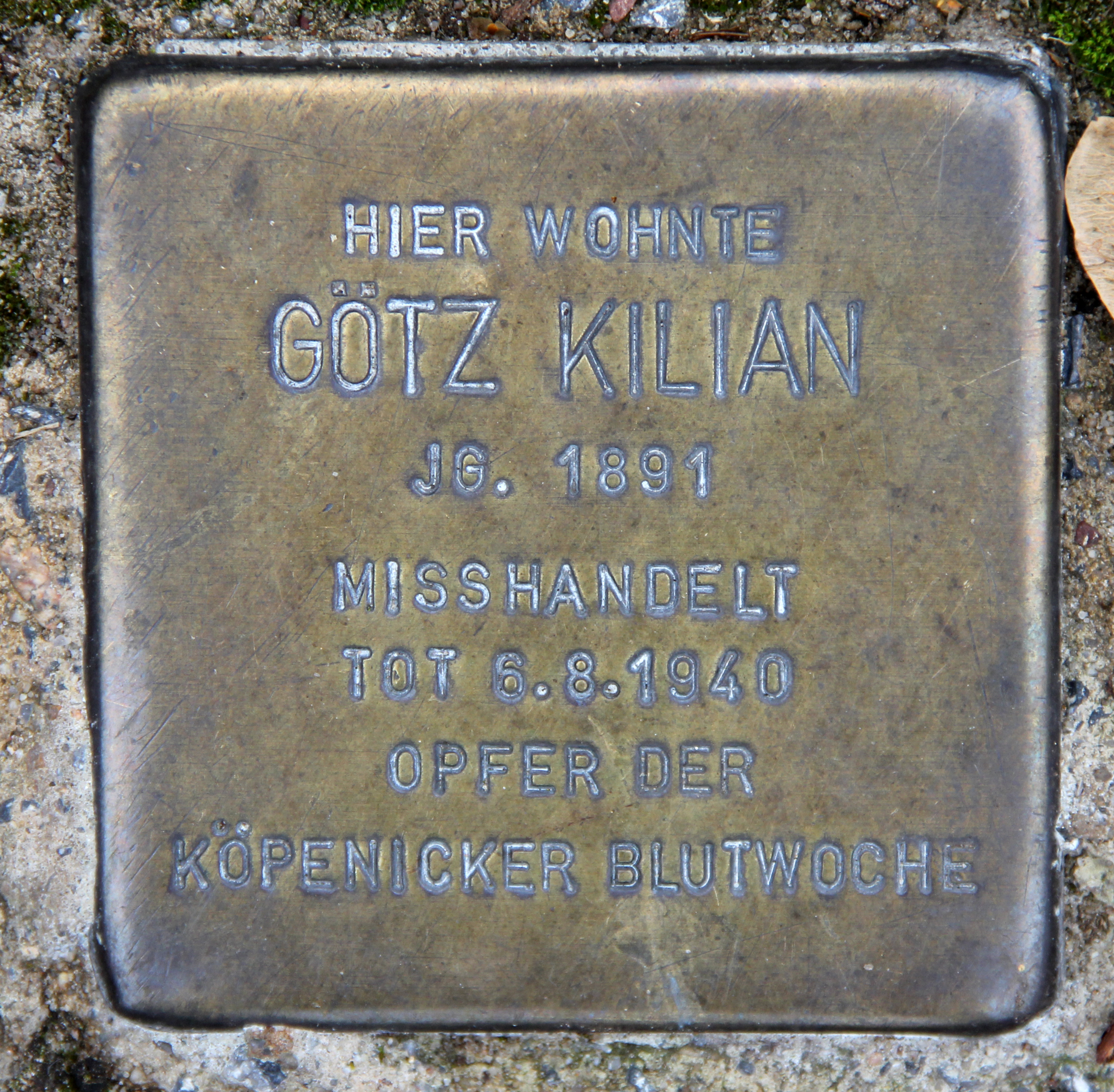
Stolperstein vor dem ehemaligen Wohnhaus der Familie Götz Kilian, Heidekrugstraße 67.

Götz Kilian (geboren am 7. Oktober 1892 in Kassel; gestorben am 6. August 1940 in Hamburg-Eppendorf) war ein deutscher Kommunist, Buchhändler, Stadtrat in Köpenick und Opfer der Köpenicker Blutwoche.

## Leben
Götz Kilian wurde 1892 in Kassel geboren. Nach der Ausbildung war er gelernter Verlagsbuchhändler. 1923 zog er mit Liddy Kilian, die seit 1919 KPD-Mitglied und mehrere Jahre in der Partei-Zentrale im Karl-Liebknecht-Haus beschäftigt war, in die Siedlung Elsengrund (Berlin-Köpenick). Diese Siedlung war den Nationalsozialisten wegen ihrer Bewohner – Sozialdemokraten, Kommunisten, Gewerkschafter – verhasst. Beide heirateten 1924 und wurden auf den Listen der KPD in die Köpenicker Bezirksverordnetenversammlung gewählt. Während Liddy sich für die Erwerbslosenfürsorge und für Frauenrechte einsetzte, wurde Götz Stadtrat und Bürgerdeputierter für Kunst und Kultur. Er war Mitglied im Schulausschuss für höhere Lehranstalten, in der Deputation für Kunst und Bildung und im Ausschuss für die Wahl von Ehrenbeamten. Mit Edwin Hoernle und anderen gründete Götz Kilian den Verlag „Neues Dorf“, der kommunistische Literatur zur Agrarfrage verbreitete. Er richtete Arbeiterbuchhandlungen in Weißenfels und Halle ein. 1925 wurde Kilian wegen der Veröffentlichung einer Schrift von Heinrich Rau zum 400. Jahrestag des Bauernkrieges wegen Hochverrats verhaftet und vor dem Staatsgerichtshof angeklagt, aber nicht verurteilt. Später leitete er den Verlag für russische Agrarwissenschaften und den Agis-Verlag.
Bei der Kommunalwahl am 3. März 1933 kandidierten die Kilians: die kaufmännische Angestellte Liddy Kilian auf Platz 2 und der Verlagsbuchhändler Götz Kilian auf Platz 14 der KPD-Liste. Die KPD kam auf 6 Mandate, die aber bekanntlich von den Nazis für ungültig erklärt wurden – vom Reichstag bis zur kleinsten Gemeindevertretung. Am 5. März, dem Tag der Reichstagswahl, wurde er festgenommen. Es folgten elf Hausdurchsuchungen. Die drei Kinder der Kilians mussten oft auswärts übernachten, „weil sie zu Hause nicht mehr sicher waren oder weil die Eltern nicht zurückkehren konnten, wenn die SA das Haus wieder umstellt hatte.“ Am 20. Juni kam Kilian wieder frei. Er sollte sich laut Bescheinigung bei erneuter Verhaftung in Schutzhaft begeben.
In Köpenick plante die SA eine größere Aktion gegen politische Gegner. Der „Sturmbann 15“ unter der Führung des „Sturmbannführers“ Herbert Gehrke hatte sein Hauptquartier im Verwaltungsgebäude des Amtsgerichtsgefängnisses Köpenick eingerichtet. Dort fand in der Nacht vom 20. zum 21. Juni 1933 eine Lagebesprechung aller Köpenicker SA-Führer statt. Unter SA-Sturmführer Friedrich Plönzke wurden Paul von Essen, Götz Kilian und andere am Morgen des 21. Juni 1933 in das SA-Lokal „Seidler“ verschleppt. Dort wurden brutale Folterungen vorgenommen.
Die SA fürchtete keine Strafen oder Ermittlungsverfahren, die ihre Handlungen strafrechtlich verfolgten.
1950 berichtete die Tochter Isot Kilian vor dem Landgericht Berlin: „Dort angekommen, standen wir diesem Lokal gegenüber in der Uhlenhorster Straße. Wir sahen, wie ein Genosse oder Freund nach dem anderen abgeliefert und von SA-Leuten hereingeschleppt wurde. Vor dem Lokal standen einige SA-Leute. Einer rief meiner Mutter zu: ‚Ach, Frau Kilian, gut daß Sie selber kommen, dann brauchen wir Sie ja nicht zu holen.!‘‘ Ich brüllte wieder los. Und dieses Gebrüll war wohl der einzige Grund, daß sie nicht auch meine Mutter in das Lokal schleppten, wie so viele, die ich mochte und schätzte, die mir vertraut waren. Wir haben lange gewartet, bis der Zug der Geschlagenen aus dem Lokal geführt wurde, damals am 21. Juni 1933, und sie zum alten Gefängnis Köpenick (darin sitzen wir heute hier) mit letzter Kraft gehen mussten. Wir gingen in einigem Abstand dem Zug nach. […] Nach einigen Tagen kam mein Vater wieder nach Hause. Er lag lange. Man hatte ihm die Zuleitungen zu den Nieren durchschlagen! Eine Niere war gleich kaputt.“
1934 zog die Familie nach Hamburg, um weiteren Verfolgungen zu entgegehen. Doch 1938 wurde Götz Kilian von der Gestapo erneut verhaftet. Zwei Jahre später, am 6. August 1940, starb er im Krankenhaus Eppendorf in Hamburg an den Folgen (Urämie) der durch die SA im Juni 1933 zugefügten Misshandlungen.

## Gedenken
- Am 7. Juli 2008 wurde ein Stolperstein vor seinem ehemaligen Wohnhaus in Berlin-Köpenick verlegt.[14]